# Poicephalus
Poicephalus is een geslacht van vogels uit de familie Psittacidae (papegaaien van Afrika en de Nieuwe Wereld). Ze komen voor in het Afrotropisch gebied.

## Soorten
Het geslacht kent de volgende soorten:
- Poicephalus crassus – Niam-niampapegaai
- Poicephalus cryptoxanthus – Bruinkoppapegaai
- Poicephalus flavifrons – Geelmaskerpapegaai
- Poicephalus fuscicollis – Bruinnekpapegaai
- Poicephalus gulielmi – Congopapegaai
- Poicephalus meyeri – Meyers papegaai
- Poicephalus robustus – Kaapse papegaai
- Poicephalus rueppellii – Rüppells papegaai
- Poicephalus rufiventris – Roodbuikpapegaai
- Poicephalus senegalus – Bont boertje